# Aphaenogaster striativentris
Aphaenogaster striativentris es una especie de hormigas endémicas de la España peninsular.